# درزیکلااقاشفیع
درزیکلااقاشفیع، روستایی از توابع بخش لاله‌آباد شهرستان بابل در استان مازندران ایران است.

## جمعیت
این روستا در دهستان لاله‌آباد قرار دارد و براساس سرشماری مرکز آمار ایران در سال ۱۳۸۵، جمعیت آن ۱٬۰۲۲ نفر (۲۵۸خانوار) بوده‌است.